# Jeux des îles (COJI)
Pour l’article homonyme, voir Jeux des îles.
Les Jeux des îles sont une compétition sportive, destinée aux jeunes de 14 à 16 ans.
Leur onzième édition est organisée par la Corse, en 2007, et fait concourir 1500 sportifs.

## Histoire
Imaginés en 1989, par Pierre Santoni, président du Comité régional olympique et sportif de Corse (CROS), les Jeux des îles sont organisés pour la première fois en 1997 à Ajaccio.

## Participants
Vingt-trois îles ou archipels participent : les Açores, les Baléares, les Canaries, les îles du Cap-Vert, Chypre, Corfou, la Corse, la Crète, l’île d'Elbe, les îles Féroé, la Guadeloupe, la Guyane, Haïti, Jersey, Korčula, Madère, Malte, la Martinique, Mayotte, la Polynésie française, La Réunion, la Sardaigne, la Sicile, Wight.

## Disciplines
Athlétisme, basket-ball, escrime, gymnastique, handball, judo, natation, tennis, tennis de table, voile, triathlon, volley-ball.
Une coupe des îles pour les disciplines en démonstration :
Rugby à 7, football à 7, taekwondo, pétanque, le tir à l’arc, karaté, Wushu, échecs ;

## Éditions
- 1997 : Ajaccio, Corse (France)
- 1998 : Ajaccio, Corse (France)
- 1999 : Palerme, Sicile (Italie)
- 2000 : Funchal, Madère (Portugal)
- 2001 : Palma, Majorque, Îles Baléares (Espagne)
- 2002 : Cagliari, Sardaigne (Italie)
- 2003 : São Miguel, Açores (Portugal)
- 2004 : Las Palmas de Grande Canarie, Îles Canaries (Espagne)
- 2005 : Héraklion, Crète (Grèce)
- 2006 : Palerme, Sicile (Italie)
- 2007 : Ajaccio, Corse (France)
- 2008 : Basse-Terre, Guadeloupe (France)
- 2009 : Palma, Majorque, Îles Baléares (Espagne)
- 2010 : São Miguel, Açores (Portugal)
- 2011 : Palerme, Sicile (Italie)
- 2012 : Cagliari, Sardaigne (Italie)
- 2013 : Ajaccio, Corse (France)
- 2014 : Ajaccio, Corse (France)
- 2015 : Angra do Heroísmo, Açores (Portugal)
- 2016 : Palma, Majorque, Îles Baléares (Espagne)
- 2017 : Fort-de-France, Martinique (France)
- 2018 : Catane, Sicile (Italie)
- 2019 : Ajaccio, Corse (France)
- 2020 : Annulé en raison de la Pandémie de Covid-19
- 2021 : Annulé en raison de la Pandémie de Covid-19
- 2022 : Calvià, Majorque, Îles Baléares (Espagne)
- 2023 : Ajaccio, Corse (France)

## Organisation
Les jeux des îles sont organisés à tour de rôle par les membres du Comité d’organisation des jeux des îles (COJI).
Le COJI est une organisation non gouvernementale dont l’idée est de promouvoir à travers le sport, les valeurs de la vie en communauté et l’intégration sociale, tout en favorisant une collaboration entre les îles du monde entier.